# Johanna Henriette de Bombelles
Marie Jeannette Henriette Victoire de Bombelles (* 22. Oktober 1751 in Bitche, Lothringen; † 28. November 1822 auf Schloss Ancy-le-Franc) war die zweite Ehefrau von Landgraf Konstantin von Hessen-Rotenburg.
Marie Jeannette de Bombelles war die Tochter von Joseph Henri, Comte de Bombelles, Baron de la Motte-Saint-Lié (1721–1783) und der Marie Jeanne Armande Gaudion de La Vamerie. Ihr Vater war Kommandant in Deutsch-Lothringen im Rang eines königlich-französischen Generalleutnants und Kommandeur des St. Ludwigs-Ordens. Marie Jeannette war die jüngere Schwester des französischen Diplomaten und späteren Bischofs von Beauvais und Amiens, Marc Marie Marquis de Bombelles.
Am 27. Mai 1775 heiratete Marie Jeanette de Bombelles auf Jagdschloss Blumenstein, Konstantin von Hessen-Rotenburg. Konstantin bemühte sich bei Kaiser Joseph II. darum, ihr den Titel einer Reichsgräfin von Reichenberg zu verleihen.
Nach Konstantins Tod im Jahr 1778 verließ sie nur zwei Wochen später Deutschland, um zurück nach Frankreich zu gehen. Dort heiratete sie im Jahr 1782 den königlichen Architekten Louis Le Tellier, Marquis de Souvré und de Louvois, Graf von Tonnerre (1740–1785). Das Paar hatte vermutlich vier gemeinsame Kinder: Pierre-Louis, Louis-Gaspard, Catherine und Jacqueline-Esther.